# Stigslund

Stigslund är en stadsdel i norra Gävle som gränsar till Sätra, Strömsbro och Forsby. 
Stadsdelen byggdes upp under åren 1955–1965 och innehåller såväl flerbostadshus som småhus. Stigslund har även förskola, äldreboende, tre restauranger, två matbutiker, thai massage, en takeaway-vagn, en sportbutik, en kiosk och ett solarium.
Stigslund har en egen skola, Stigslunds skola, som innehåller alla klasser. Förskoleklass till sjätte klass går i byggnaden Solgläntan, medan sjunde klass till nionde klass går i en annan byggnad.
Testeboån och järnvägen skiljer Stigslund från grannstadsdelen Strömsbro, och där vägen korsar järnvägen finns en hårt trafikerad plankorsning som ligger precis där Norra stambanan (Gävle–Ockelbo Järnväg) och Ostkustbanan går isär.